# Американское общество инженеров-механиков
Американское общество инженеров-механиков (англ. American Society of Mechanical Engineers, англ. ASME) — американская общественная организация в области инженерии.

## История
Основано в 1880 году с целью способствовать развитию искусств, науки и машиностроения.
Сегодня ASME — это профессиональная некоммерческая организация, занятая, главным образом, решением проблем обучения в инженерной и технологической сфере. Насчитывая более 125000 представителей, ASME является одним из крупнейших в мире издателей технических стандартов, проводит около 30 международных конференций и 200 профессиональных курсов в год, выпускает книги и журналы.
Виды литературы, поставляемой ASME:
- Каталоги стандартов ASME
- Boiler & Pressure Vessel Code от компании ASME
- Книги ASME
- Периодические издания ASME
- Сертификационные пакеты стандартов ASME
- Перевод стандартов ASME

## Boiler & Pressure Vessel Code от компании ASME
В июле 2007 года вышло пересмотренное и дополненное издание ASME BPVC Sections — 2007 Boiler and Pressure Vessel Code (Стандарт по котлам и сосудам, работающим под давлением). Обновление стандартов ASME BPVC происходит каждые три года и является достаточно значительным событием в отрасли стандартизации.
Содержание:
- ASME BPVC Section I PowerBoilers
- ASME BPVC Section II Materials

Part A — Ferrous Material Specification
Part B — Nonferrous Material Specification
Part C — Specification for Welding Rods, Electrodes, and Filler Metals
Part D — Properties (Customary)
Part D — Properties (Metric)
- ASME BPVC Section III Rules for Construction of Nuclear Power Plant Components

Division 1, Subsection NCA — General Reqs for Divisions 1, 2, and 3
Division 1, Subdivision NB — Class 1 Components
Division 1, Subdivision NC — Class 2 Components
Division 1, Subdivision ND — Class 3 Components
Division 1, Subdivision NE — Class MC Components
Division 1, Subdivision NF — Component Supports
Division 1, Subdivision NG — Core Support Structures
Division 1, Subdivision NH — Class 1 Components in Elevated Temp Service
Division 1, Appendices
Division 2, Code for Concrete Reactor Vessels and Containment
Division 3, Containment Systems & Transportation Packaging of Spent Nuclear Fuel
- ASME BPVC Section IV Heating Boilres
- ASME BPVC Section V Nondestructive Examination
- ASME BPVC Section VI Recommended Rules for the Care and Operation of Heating Boilers
- ASME BPVC Section VII Recommended Guidelines for the Care of Power Boilers
- ASME BPVCSection VIII Pressure Vessels

Division 1
Division 2 — Alternative Rules
Division 3 — Alternative Rules for Construction of High Pressure Vessels
- ASMESection IX Welding and Brazing Qualifications
- ASME Section X Fiber-Reinforced Plastic Pressure Vessels
- ASME Section XI Rules for Inservice Inspection of Nuclear Power Plant Components
- ASME Section XII Rules for Construction and Continued Service of Transport Tanks
- Code Cases

Boiler and Pressure Vessels
Nuclear Components

## Награды ASME
- В 1924 году была учреждена медаль Холли за значительные и уникальные достижения в инженерном деле.
- В 1929 году Американское общество инженеров-механиков учредило медаль ASME — высшую научную награду за достижения в области инженерного дела. Награда присуждается каждый год и составляет $15,000[1].
- В 1957 году была учреждена медаль Тимошенко, в честь Степана Прокофьевича Тимошенко (1878—1972), русского механика, основоположника механики сплошных сред. Награда присуждается каждый год и составляет $1,750 (а также покрывает расходы на проезд на церемонию вручения, не более $1,750)[2].
- С 1968 года ежегодно присуждается медаль Руфуса Ольденбургера за достижения в области автоматического управления.
- С 1972 года ежегодно присуждается медаль Эдвина Ф. Чёрча[англ.] за достижения в области инженерного образования.
- С 1988 года ежегодно присуждается награда Тэда Белыщко[англ.] (в честь Тэда Белыщко) за достижения в области инженерной механики.
- С 1996 года ежегодно присуждается медаль Варнера Т. Койтера[англ.] (в честь Варнера Т. Койтера) за достижения в области механики сплошных сред. Награда присуждается каждый год и составляет $2000 (а также покрывает расходы на проезд на церемонию вручения)[3].
- С 1997 года ежегодно присуждается медаль Друкера[англ.] (в честь Даниэля Ч. Друкера) за достижения в области прикладной механики и машиностроения. Награда присуждается каждый год и составляет $1000 (а также покрывает расходы на проезд на церемонию вручения)[4].
- С 1998 года ежегодно присуждается награда Томаса Дж. Р. Хьюджеса[англ.] (в честь Томаса Дж. Р. Хьюджеса) молодым учёным (до 40 лет) за достижения в области прикладной механики.
- С 2008 года ежегодно присуждается награда Томаса К. Когхи[англ.] (в честь Томаса К. Когхи) за достижения в области нелинейной динамики.

Совместно с другими обществами присуждает медаль Джона Фрица (с 1902 года), Вашингтонскую премию (с 1916 года), медаль Дэниела Гуггенхайма, медаль Гувера (с 1930 года) и премию имени Макса Джейкоба (с 1961).